# Ryu Julius
Ryu Julius（岩野竜、陳 頌文、1982年11月5日 - ）は、国際的なコンサルタント。R.Julius教育財団 設立者。一般社団法人OHAO 理事。ジュリアス FREE SCHOOL (インド、ブッタガヤにある子どもの為の無料学校) 運営。

## 人物
台湾とオランダ混血の母、台湾と日本ハーフの父を持つ。三か国語、北京語、日本語、英語を話す。台湾名：陳 頌文、日本名：岩野 誠。祖父の助言で「誠」を「竜」に改名。12歳の時に8歳上の姉がユダヤ人と結婚。姉の誘いでアメリカ、ビバリーヒルズへ移住。そのユダヤ家族から長年に渡り特殊な教育や訓練を受ける。家族の影響により慈善活動に尽力。自身の経験から『教育で人生が変わる』という信念を持つ。

## 経歴
- 2000年 - Santa Monica College入学
- 2004年 - California State University, Northridge編入及び卒業
- 2006年 - 任意チャリティー団体Peace warld設立
- 2007年 - アメリカと他国のNPOの違いを学びに様々な団体に参加
- 2008年 - Peace warldの啓蒙活動開始
- 2009年 - ユダヤ家族の哲学を広める教育業を開始。ユダヤ家族により教育者名: Ryu Juliusと命名。
- 2010年 - 10日間実践プログラムBeverly Hills Training Tour開始、2020年終了
- 2013年 - 3日間ストレス管理実践Hong kong & Macau Tour開始、〜現在
- 2016年 - 7日間チームビルディング研修Diamond Tour開始、2020年終了
- 2019年 - 3日間リーダーシップ向上合宿Kingdom Tour開始、2020年終了
- 2020年 - ユダヤ哲学講師育成プログラム稼育、3日間コミュニケーション向上合宿温泉合宿開始、〜現在
- 2023年 - ジュリアス財団設立。国連認定NGO JACE。
  - インドにてジュリアスフリースクールを運営。支援物資供給、井戸支援
  - 一般社団法人OHAO　理事就任

## 著作
- 『ユダヤ大富豪に伝わる最高の家庭教育』 - 天堤太郎 (著)
- 『企業迷子ちゃんとユダヤ神』 - 木原芽衣子(著)
- 『人生変えたい!? 熱く生きるためのユダヤの教え』 - 阿部ヒロ(著)
- 「起業迷子ちゃんとユダヤ神」 vol2 - 木原芽衣子(著)
- 「起業迷子ちゃんとユダヤ神」 vol3 - 木原芽衣子(著)
- 史上最高の教育法 - 三宮知子/早水丈治/水野美穂/和田政子 (著)

## メディア掲載
- 2023年6月 - 竹之内社長のYouTubeチャンネルに出演
- 2023年6月 - ザ・イノベーターに掲載
- 2023年9月 - インドテレビのBAHARAT24 NEWS LIVEに慈善活動の放映